# Frösö zoo

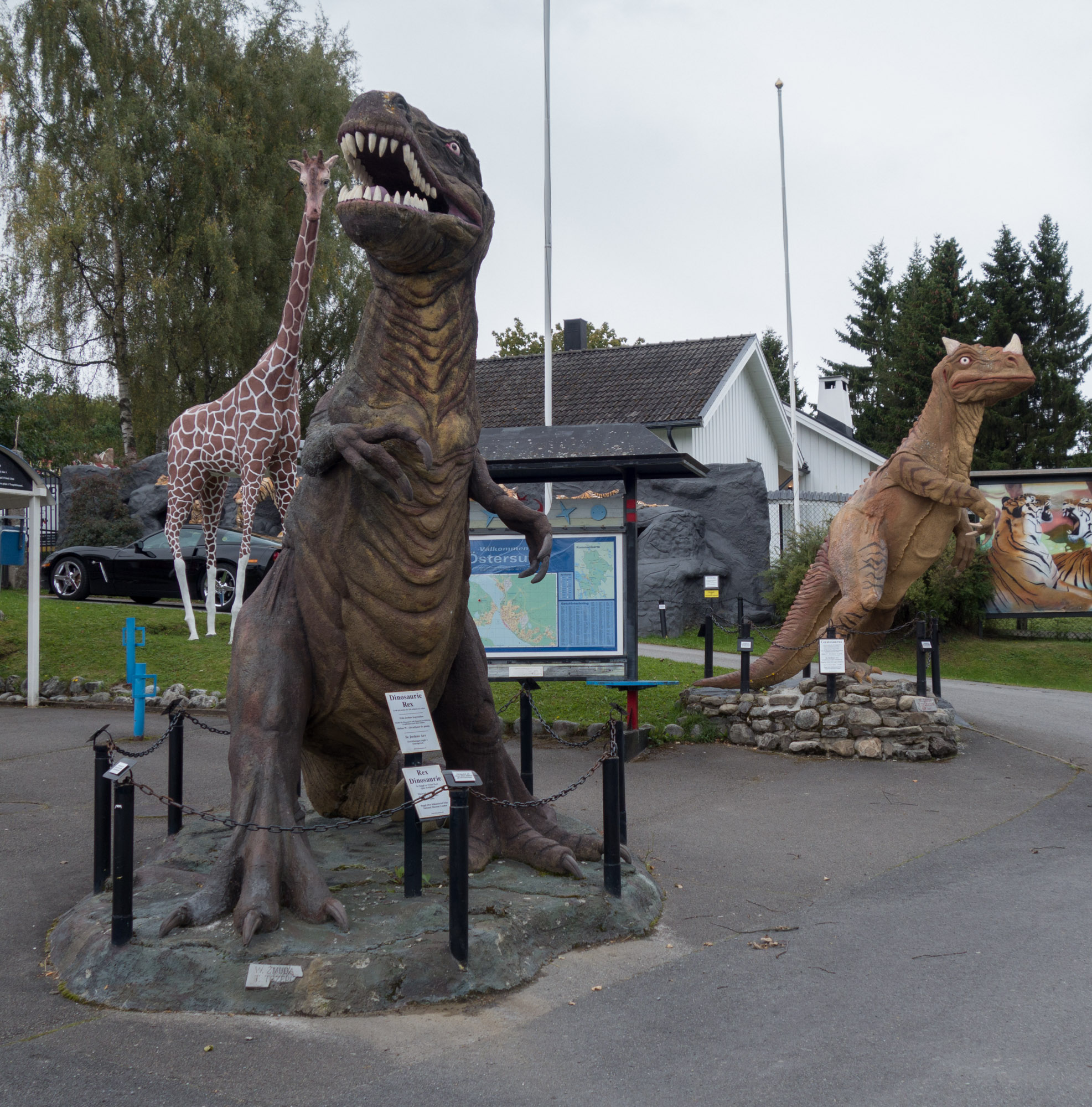
Utanför entrén till Frösö Zoo

Frösö zoo var en djurpark och ett tropikhus på Frösön 3 km utanför Östersund som existerade mellan 1960 och 2019.
Djurparken öppnades 1960 och 2014 fanns 700 olika djur från 52 djurarter, bland annat sibiriska tigrar, lejon, hyenor, zebror, fjällrävar, kragbjörnar, näsbjörnar, apor, jakar, alpackor, och påfåglar. 
Ett 1600 m² stort tropikhus med krokodiler, ormar, ödlor olika apor fanns också.
Inom djurparksområdet fanns förutom djuren även en cirkus och ett familjetivoli, Tivoli Trollehatt.
Året 2019 meddelade ägaren att anläggningen stängs.